# Opadometa
Opadometa là một chi nhện trong họ Tetragnathidae.